# サンキュー・フォー・ザ・ミュージック (ウルフルズのアルバム)
『サンキュー・フォー・ザ・ミュージック』はウルフルズ5枚目のアルバム。1998年6月17日発売。発売元は東芝EMI。

## 解説
本作発売に伴い1曲目の「サンキュー・フォー・ザ・ミュージック」MVが制作（ABBA同名曲とは無関係）。12曲目「あそぼう」は10月28日にシングルカット。

## 収録曲
| 全編曲: ウルフルズ、吉田建。 |                                          |                               |                               |       |
| #                            | タイトル                                 | 作詞                          | 作曲                          | 時間  |
| 1.                           | 「サンキュー・フォー・ザ・ミュージック」 | トータス松本                  | トータス松本 ウルフルケイスケ | 3:44  |
| 2.                           | 「まかせなさい」                         | トータス松本                  | トータス松本                  | 3:59  |
| 3.                           | 「愛してる」                             | トータス松本                  | トータス松本                  | 4:21  |
| 4.                           | 「かわいいひと」                         | トータス松本 ウルフルケイスケ | トータス松本 ウルフルケイスケ | 3:51  |
| 5.                           | 「全日本昔話選手権」                     | トータス松本                  | トータス松本                  | 3:49  |
| 6.                           | 「元気を出して」                         | トータス松本                  | トータス松本                  | 2:57  |
| 7.                           | 「アタマはカラッポ」                     | トータス松本                  | トータス松本                  | 1:32  |
| 8.                           | 「アホらしい」                           | トータス松本                  | トータス松本                  | 1:43  |
| 9.                           | 「やだぜ」                               | トータス松本                  | トータス松本                  | 1:28  |
| 10.                          | 「しあわせですか」                       | トータス松本                  | トータス松本                  | 4:38  |
| 11.                          | 「星を見ていた」                         | トータス松本                  | トータス松本                  | 4:05  |
| 12.                          | 「あそぼう」                             | トータス松本                  | トータス松本                  | 4:26  |
| 合計時間:                    | 合計時間:                                | 合計時間:                     | 合計時間:                     | 40:33 |

## 曲解説
1. サンキュー・フォー・ザ・ミュージック
2. まかせなさい
3. 愛してる
4. かわいいひと
5. 全日本昔話選手権
6. 元気を出して
7. アタマはカラッポ
8. アホらしい
9. やだぜ
10. しあわせですか
11. 星を見ていた
12. あそぼう

以下、シークレット・トラック
19. やだぜ（ジョン・Bボーカル・バージョン）（1:29）
作詞・作曲：トータス松本
31. TIGHTEN UP -しまっていこう-（3:34）
作詞：アーチベル、ビリー・バトラー、日本語詞：トータス松本、作曲：アーチベル、ビリー・バトラー
33. もしも...（3:03）
作詞・作曲：トータス松本

## メンバー
- トータス松本 - ボーカル・ギター・ハーモニカ
- ジョン・B・チョッパー - エレクトリックベース・コーラス
- サンコンJr. - ドラムス・コーラス
- ウルフルケイスケ - ギター・コーラス